# Ratpenats descoberts a la dècada del 2000
La següent llista conté les espècies de ratpenats descobertes durant la dècada del 2000, ordenats per data de descoberta. També inclou les descobertes l'any 2000 tot i que estrictament aquest any no forma part de la dècada.

## 2000
Plecotus balensis (2000)Aquesta espècie fou descoberta al Parc Nacional de les Muntanyes Bale (Etiòpia), a una altitud de 2.760 msnm.
Ratpenat d'espatlles grogues de Mistrató — Sturnira mistratensis (2000)Una espècie descoberta als Andes occidentals, a Colòmbia.
Rhinolophus maendeleo (2000)Descrit a partir de dos espècimens de Tanzània.

## 2001
Myotis annamiticus (2001)Conegut a partir d'una única localitat al Vietnam.
Ratpenat de bigotis petit — Myotis alcathoe (2001)Aquesta espècie viu a Grècia, Hongria i França.
Carollia colombiana (2001)Aquesta espècie es coneix únicament de la Serralada Central de Colòmbia.
Ratpenat de dues ratlles colombià — Saccopteryx antioquensis (2001)Una espècie descoberta a la Serralada Central del nord de Colòmbia.
Ratpenat de nas tubular tenaç — Paranyctimene tenax (2001)Aquest ratpenat frugívor fou descrit el 2001 a partir d'un espècimen de Papua Nova Guinea, set de Vogelkop (Indonèsia) i un de Waigeo (Indonèsia). Es caracteritza per tenir els ullals llargs i es distingeix del seu congènere simpàtric P. raptor per ser més gran i tenir una constitució més robusta.
Glauconycteris curryae (2001)Aquest nou ratpenat papallona del Camerun i la República Democràtica del Congo es diferencia de les altres espècies africanes del seu gènere en la mida, la forma del crani, el color del pelatge i la manca de taques. Els autors la descrigueren originalment com a G. curryi, però en un moment posterior del mateix any corregiren el nom a G. curryae.

## 2002
Nyctophilus nebulosus (2002)Aquesta espècie només es coneix de l'àrea de Nouméa (Nova Caledònia) i el seu descriptor la considera vulnerable.
Carollia sowelli (2002)L'àmbit de distribució d'aquesta espècie s'estén des de San Luis Potosí (Mèxic) fins a l'oest del Panamà.
Micronycteris matses (2002)Conegut d'una única localitat del Perú.
Rhinolophus sakejiensis (2002)Una espècie descoberta a Zàmbia.
Guineu voladora de Nova Geòrgia — Pteralopex taki (2002)Una espècie de les illes de Nova Geòrgia i Vangunu (Salomó), que segons el seu descriptor està en perill crític.
Plecotus sardus (2002)Aquest ratpenat es caracteritza per tenir un tragus gran, el pelatge dorsal marronós i el polze i l'ungla del polze grans, així com per la forma del penis i l'os penià.
Rhinolophus ziama (2002)Pertany al grup R. maclaudi. Aquest ratpenat de ferradura és conegut a partir d'un grapat d'espècimens trobats al bosc classificat de Ziama, al sud-est de Guinea. També se l'ha observat a Libèria.
Guineu voladora de l'illa Moa — Pteropus banakrisi (2002)Fou descrita com a l'espècie més petita de Pteropus d'Austràlia, però el 2004 Helgen descobrí que els espècimens en què es basava P. banakrisi eren en realitat individus juvenils de guineu voladora negra (P. alecto). El nom banakrisi, per tant, es convertí en un sinònim.

## 2003
Ratpenat frugívor de Lore Lindu — Rousettus linduensis (2003)Una nova espècie descoberta al Parc Nacional de Lore Lindu, al centre de Sulawesi (Indonèsia).
Hipposideros scutinares (2003)Un fil·lostòmid gran de Laos i el Vietnam, amb la llargada de l'avantbraç de 77,9–82,7 mm i la llargada condilobasal de 26.,5–27,9 mm. És intermedi entre els seus dos parents més propers, dels quals es diferencia per una sèrie de caràcters corporals i cranials.

## 2004
Ratpenat de xarretera d'Ansell — Epomophorus anselli (2004)Aquest nou ratpenat frugívor fou descobert en dues col·leccions de ratpenats de Malawi. Té una mida intermèdia entre la d'E. labiatus i la d'E. crypturus, ambdues espècies simpàtriques. Té les ales relativament amples i la membrana caudal estreta. En les femelles, la cinquena cresta palatal es troba parcialment situada entre les primeres molars superiors.
Chaerephon jobimena (2004)Aquesta espècie fou capturada al nord del Madagascar i existeix en dos colors, una de vermellosa i una de marró xocolata.
Kerivoula kachinensis (2004)Aquest ratpenat fou trobat als boscos del nord de Myanmar. Es caracteritza per una combinació de la seva gran mida (superior a la de la majoria de les altres espècies asiàtiques de Kerivoula) i el seu crani pla distintiu.
Pipistrellus hanaki (2004)Aquest nou ratpenat de Líbia es diferencia dels seus parents més propers (P. pipistrellus i P. pygmaeus) pel nombre de cromosomes, el crani i les dents més grans i una sèrie d'altres característiques.
Lonchophylla chocoana (2004)Una nova espècie que fins ara només s'ha trobat al nord-oest de l'Equador i el sud-oest de Colòmbia.
Lophostoma aequatorialis (2004)Una nova espècie de la costa pacífica del nord-oest de l'Equador (províncies d'Esmeraldas, Los Ríos i Pichincha).
Carollia manu (2004)Una nova espècie del sud-est del Perú i el nord de Bolívia.

## 2005
Anoura fistulata (2005)Aquesta nova espècie viu a les selves nebuloses de montà de la regió andina del nord de l'Equador, així com els vessants de la Cordillera de Cóndor i la Cordillera del Cutucú, al sud de l'Equador, a elevacions d'entre 1.300 i 1.890 msnm a l'est i entre 2.000 i 2.275 msnm a l'oest.
Xeronycteris vieirai (2005)
Un nou gènere i una nova espècie de la tribu Lonchophyllini, subfamília Glossophaginae (Chiroptera: Phyllostomidae) foren descrits basant-se en l'anàlisi de quatre espècimens trobats a tres localitats diferents d'una zona semiàrida del nord-est del Brasil.
Guineu voladora de Flannery — Pteralopex flanneryi (2005)
Es tracta de l'espècie de Pteralopex més gran coneguda i viu al nord-oest de les illes Salomó, a Bougainville, Buka, Choiseul i Isabel, així com alguns illots propers. Els seus avantbraços mesuren 159mm o més i presenta una llargada cranial condilobasal de 71 mm o més. Té el pelatge negre amb, de vegades, algunes taquetes més clares al pit.
Rhinolophus chiewkweeae (2005)Una nova espècie del grup R. pearsoni que viu en un bosc dipterocarp de la Malàisia peninsular.
Lonchophylla orcesi (2005)Una espècie de la regió equatoriana del Chocó.
Myotis dieteri (2005)Una espècie de Myotis molt petita de la regió subsahariana, amb una llargada de l'avantbraç de 37 mm i el pèl marró al dors i gris al ventre.
Murina harrisoni (2005)Aquest ratpenat fou trobat en un bosc de galeria degradat del Parc Nacional de Kirirom (Cambodja). Es diferencia de les altres espècies de Murina pel fet que la segona incisiva superior és més curta que la primera, i de la majoria d'altres espècies pel fet que la seva membrana caudal s'insereix a la base del primer dit del peu.
Scotophilus tandrefana (2005)Aquesta nova espècie és coneguda de tres localitats a l'oest de Madagascar (Bemaraha, Mahabo i Sarodrano).

## 2006
Eptesicus taddeii (2006)Una nova espècie d'Eptesicus de la Mata Atlàntica (Brasil).
Lonchophylla pattoni i L. cadenai (2006)Dues noves espècies de l'oest de Sud-amèrica. L. pattoni viu a les planes amazòniques del sud-est del Perú i al vessant oriental dels Andes a l'Equador. L. cadenai s'ha vist únicament a la plana costanera del Pacífic, a la Vall del Cauca, al sud-oest de Colòmbia.
Hipposideros khasiana (2006)Una nova espècie de ratpenat nasofoliat del nord-est de l'Índia (estat de Meghalaya). El 2006 se suggerí que era distint del ratpenat nasofoliat de Horsfield (H. larvatus), del qual es diferencia per emetre crides a freqüències més baixes i per tenir les orelles i els avantbraços més llargs.
Hipposideros khaokhouayensis (2006)Una espècie laosiana del subgrup H. bicolor de la família dels hiposidèrids. Té el pelatge dorsal llarg i marró, el pelatge ventral de color marró molt clar, les orelles grans i la fulla nasal relativament petita i estreta, sense fulletons suplementaris. També se'l pot distingir per la seva morfologia cranial i la freqüència de les seves crides d'ecolocalització.
Scotophilus marovaza (2006)Una nova espècie de ratpenat groc descoberta el 2004 i descrita el 2006. Fou trobada vivint a sostres de fulla de palmera al poblet malgaix de Marovaza.
Harpiola isodon (2006)Una nova espècie descoberta a les plantacions de coníferes muntanyoses i boscos mixtos de coníferes i frondoses de Taiwan.
Plecotus strelkovi (2006)Aquesta nova espècie viu a les serralades xeròfiles de l'Àsia central (Afganistan, Xina, Iran, el Kazakhstan, Kirguizstan, Mongòlia i Tadjikistan).
Carollia benkeithi (2006)Una espècie dels boscos de plana de l'est del Perú i el nord-oest de Bolívia.

## 2007
Barbastella beijingensis (2007)Una nova espècie endèmica del districte de Fangshan, situat a uns 100 km al sud-oest de Pequín (Xina).
Styloctenium mindorensis (2007)Una espècie de ratpenat frugívor que només s'ha trobat a la localitat tipus, a l'oest de l'illa de Mindoro (Filipines).
Hipposideros boeadii (2007)Una nova espècie d''Hipposideros del sud-est de Sulawesi (Indonèsia). Fins ara només se l'ha observat al Parc Nacional de Rawa Aopa Watumohai, una zona de selva pluvial de plana semi-pertorbada.
Kerivoula krauensis (2007)Una nova espècie petita del gènere Kerivoula que viu a la Malàisia peninsular.

## 2008
Desmalopex microleucopterus (2008)Una nova espècie de guineu voladora de l'illa de Mindoro (Filipines).
Paratriaenops pauliani (2008)Una nova espècie de l'illa Picard (atol d'Aldabra, Seychelles).